# Rhinobatos spinosus
 Rhinobatos spinosus és un peix de la família dels rinobàtids i de l'ordre dels rajiformes.

## Morfologia
Pot arribar als 34 cm de llargària total.

## Reproducció
És ovovivípar.

## Distribució geogràfica
Es troba a les costes de la Baixa Califòrnia (Mèxic).